# Agdistopis halieutica
Agdistopis halieutica is een vlinder uit de familie van de Macropiratidae. De wetenschappelijke naam van de soort is voor het eerst geldig gepubliceerd in 1932 door Edward Meyrick.